# موج سطحی

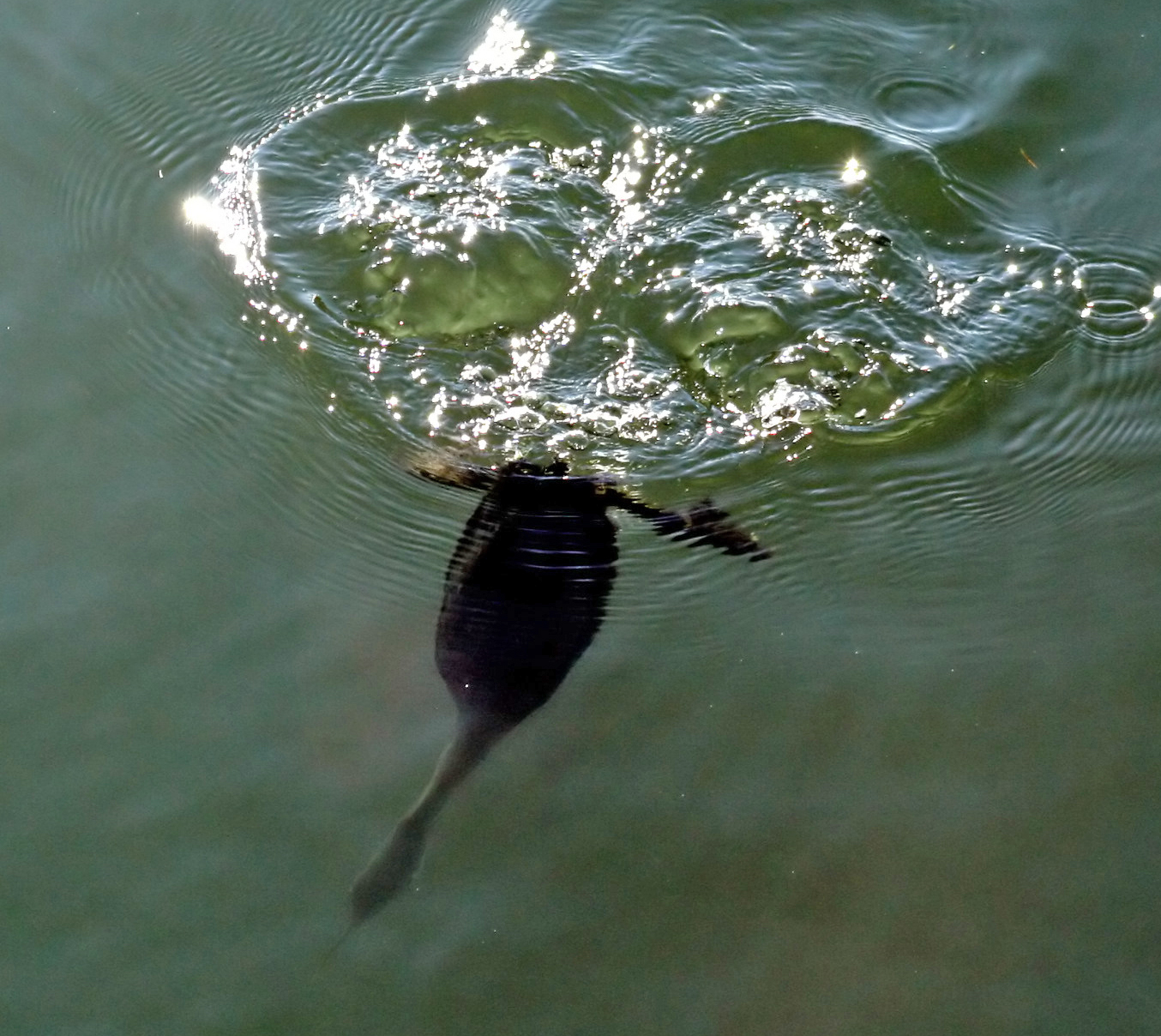
ایجاد موج سطحی بر اثر غواصی کشیم

موج سطحی (انگلیسی: Surface wave) در فیزیک به موج‌های مکانیکی گفته می‌شود که در امتداد محل برخورد دو سطح مختلف ایجاد شده و گسترش می‌یابد. موج گرانشی در امتداد سطح سیالات (مانند امواج اقیانوسی) نمونه‌ای رایج از امواج سطحی است. امواج گرانشی نیز می‌تواند در سیالات بر اثر برخورد دو سیال با چگالی متفاوت به‌وجود آید. امواج سطحی کشسان مانند موج ریلی و موج لاو می‌توانند در امتداد سطح جامدات حرکت کنند. تابش الکترومغناطیسی نیز می‌تواند نوعی امواج سطحی به‌وجود بیاورند که در امتداد گرادیان ضریب شکست یا در امتداد محل برخورد دو سطح با ثابت دی‌الکتریک متفاوت منتشر می‌شوند.